# Ekchinti, Shahpur
Ekchinti là một làng thuộc tehsil Shahpur, huyện Gulbarga, bang Karnataka, Ấn Độ.